# 大阪鉄道 (2代目)
（2代目）大阪鉄道（おおさかてつどう）は、現在の近畿日本鉄道（近鉄）道明寺線・南大阪線・長野線をかつて運営していた会社である。通称は「大鉄（だいてつ）」。

## 概要
1898年（明治31年）3月24日に柏原駅 - 道明寺駅 - 古市駅間が開業したが、この区間3駅は現存する近鉄の路線の内で最古の区間である。また1923年（大正12年）には、日本の鉄道電化において初めて直流1500V電源を用いた。1500Vの高圧直流電化は、それ以前に主流であった600V低圧直流電化に比して効率面で優れ、大鉄の電化以降、日本における鉄道電化の主流方式となった。
最初の路線を開業した1898年（明治31年）3月当時は河陽鉄道（かようてつどう）と称し、その翌年河南鉄道（かなんてつどう）に一度再編された。この時は非電化の蒸気鉄道であり、本項の大阪鉄道 (2代目)とは別の会社である大阪鉄道 (初代)が運営していた路線（現在の関西本線の一部など）の支線的存在であった。なお、大阪鉄道 (初代)は1900年（明治33年）6月に関西鉄道に譲渡されている。
1919年（大正8年）3月に大阪市への乗り入れを目指して社名を大阪鉄道へ改称し、1922年（大正11年）に道明寺駅より分岐し布忍駅までの新線を開業。1923年（大正12年）4月に東成郡天王寺村に造られた大阪天王寺駅まで電化新線（大阪天王寺 - 道明寺）での乗り入れを実現した。
一方、1926年（大正15年）に合併した南大阪電気鉄道の免許（堺 - 古市 - 久米寺- 桜井）を活用し、1929年（昭和4年）3月には古市駅から分岐し久米寺駅（現在の橿原神宮前駅）までの路線を建設して吉野鉄道（今の近鉄吉野線）との乗り入れを開始した。南河内のローカル私鉄に過ぎなかった河南鉄道は、大阪鉄道へ改称後僅か10年でほぼ現在の路線網を作り上げたことになる。翌1930年には傍系の南和電気鉄道が尺土 - 御所間を開通させた。
勢いに乗る大阪鉄道は更に久米寺駅から桜井駅を経て宇治山田市（現在の伊勢市）に至る路線構想も有していた。しかしながら伊勢への延伸計画は重複する大阪電気軌道（大軌）にとっては脅威であり、かつ邪魔なものでしかなく、資本力に勝る大軌は本気で潰しにかかることになる。
まずは吉野鉄道に対し同社に並行する新線計画を持ち出し、敵わないと判断した吉野鉄道は大軌の軍門に降ることになる。大鉄も路線延長に投資を行ったものの昭和恐慌と重なり乗客が思ったほどは伸びず経営は苦しくなってゆく。苦境に陥った大鉄に対し大軌は株式を買い集め始め圧力をかけるが、大鉄に救済の手をさしのべる会社はなく、ついには大軌が大鉄の過半の株式を持つに至り、河南鉄道以来の旧経営陣は追放され大鉄は大軌の系列下に組み込まれることになる。
伊勢への延伸は、この大軌とその子会社の参宮急行電鉄（参急）によって1930年（昭和5年）に果たされている（今の近鉄大阪線・山田線）。
また、大鉄の経営は大軌傘下で再編が推し進められ、1935年（昭和10年）頃に沿線の宅地化（藤井寺や古市など）が進んで乗客が増加したこともあり、ようやく立ち直った。
1943年（昭和18年）2月に、大鉄は大軌の後身である関西急行鉄道（関急、翌年近畿日本鉄道（近鉄）へ改組）へ合併された。

## 沿革
- 1898年（明治31年）

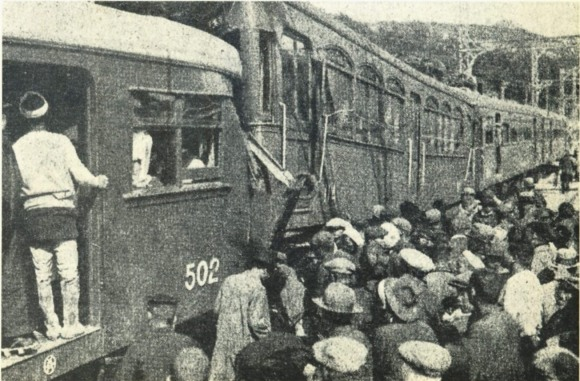
上ノ太子駅での三重衝突事故(1929年4月14日)

  - 3月 - 河陽鉄道、初の路線である現在の関西本線の柏原駅から分岐し、古市駅に至る区間を開通させる（現在の近鉄道明寺線全線と、南大阪線の一部区間に相当）。
  - 4月 - 古市駅 - 富田林駅間を開業（現在の長野線の一部区間に相当）。
- 1899年（明治32年）5月 - 河陽鉄道、営業不振のため業務・債権債務を新設会社河南鉄道に譲渡して解散。
- 1902年（明治35年）
  - 3月 - 富田林駅 - 滝谷不動駅間を開業。
  - 12月 - 滝谷不動駅 - 長野駅（現・河内長野駅）間を開業、現在の長野線が全通した。
- 1919年（大正8年）3月 - 河南鉄道は、国有鉄道の支線的な性格から脱却すべく大阪市乗り入れを計画し、社名を大阪鉄道（大鉄）に改める。
- 1923年（大正12年）4月 - 道明寺駅 - 大阪天王寺駅間を全通させ、実質的に大阪市内乗り入れを達成[8]、大都市に直結する郊外電気鉄道路線に脱皮した。開業区間は全線複線で、日本初となる直流1500V方式で電化されていた。
- 1924年（大正13年）6月 - 大阪天王寺駅を大阪阿部野橋駅（あべの橋駅）に改名。
- 1926年（大正15年）11月 - 南大阪電気鉄道を吸収合併。
- 1928年（昭和3年） - 日本の電車で当時最大の20m級（正確には19.5m）車体を持つ電車デニ500形を投入。1930年までに派生形も含めて60両を製作、主力車となる。以後日本の国鉄や大手私鉄には20m級電車が続々と出現するが、大鉄はその先駆である。
- 1929年（昭和4年）3月 - 古市駅 - 久米寺駅（現・橿原神宮前駅間）を開通、現在の南大阪線に該当する区間が全通し、既に開通していた吉野鉄道（現在の近鉄吉野線に相当）とあわせて大阪阿部野橋駅 - 吉野駅間の直通運転を開始する。
- 1929年（昭和4年）4月 - 上ノ太子駅で衝突事故が発生。 大鉄電車三重衝突事故を参照。
- 1929年（昭和4年）8月 - 吉野鉄道が、現在の近鉄の直系母体である大阪電気軌道（大軌）に吸収合併され、同社の吉野線となる。大鉄は、大軌の路線とは大阪 - 久米寺間で並行しており競争関係にあったが、大軌本来の路線は線路幅（軌間）が1435mm（標準軌）であったのに対し、大鉄と大軌に吸収された吉野鉄道は1067mm（狭軌）であったため、大鉄線 - 大軌吉野線の直通運転は利用客の便宜上継続された。
- 1929年（昭和4年）10月 - この時の株主総会で、大鉄の大株主となった大軌の重役でもあった金森又一郎や種田虎雄が大鉄取締役に就任。以後、大鉄の経営は大軌の影響下に置かれるようになった。
- 1934年（昭和9年） - 子会社の大鉄百貨店を創立。
- 1935年（昭和10年） - 城南女子商業専修学校（現在の城南学園中学校・高等学校・学校法人城南学園の前身）を開校。
- 1936年（昭和11年）2月21日 - 河内大和地震の発生により鉄道施設に被害。震源地に近い道明寺線の大和川に架かる大和川橋など複数の橋脚に被害、軌道の沈下箇所多数[9]。
- 1937年（昭和12年）11月 - 阿部野橋駅に大鉄百貨店が開業（現在のあべのハルカス近鉄本店）。
- 1939年（昭和14年）1月 - 大鉄工学校（現在の学校法人阪南大学・阪南大学高等学校の前身）を創立。
- 1939年 - 1940年（昭和14年 - 15年） - 大軌線の橿原神宮前駅（久米寺駅手前の、現・近鉄橿原線線上にあった駅）、大鉄線の橿原神宮駅・久米寺駅（隣接駅）が統合されて橿原神宮駅（後の橿原神宮前駅）が設置される（2-3回に分けて統合された）。
  - 1940年（昭和15年） - 「皇紀2600年」にあたり、初代天皇とされる神武天皇を祀る橿原神宮で大祭が催される事になったため、橿原神宮とその最寄駅の拡張・統合が前年頃から行われていた。
- 1943年（昭和18年）2月 - 大鉄、関西急行鉄道（関急）に合併される。

### 合併後近鉄成立まで
- 1944年（昭和19年）4月 - 現在の近鉄御所線を経営していた旧大鉄の系列会社、南和電気鉄道が関急に合併される。大鉄百貨店を関急百貨店に再編。
- 1944年（昭和19年）6月 - 関急は南海鉄道（南海）と合併、近畿日本鉄道（近鉄）が発足（旧南海鉄道の路線は1947年（昭和22年）6月に、再び南海電気鉄道へ分離された）。

## 保有路線

路線網（1943年1月31日）

1940年（昭和15年）10月当時
- 本線：大阪阿部野橋 - 橿原神宮駅
- 柏原線：道明寺 - 柏原
- 長野線：古市 - 長野

当時の系列鉄道会社
- 南和電気鉄道：尺土 - 南和御所町

## 車両
- デイ1形（後、近鉄モ5601形、モ5631形、モ5801形） - 日本初の直流1500V電化に対応した車両
- デロ20形（後、近鉄モ5621形） - 一部は廃車後、高松琴平電気鉄道に譲渡され20形となる
- デハ100形（後、近鉄モ5651形）
- デニ500形（後、近鉄モ6601形他） - 日本初の20m級電車

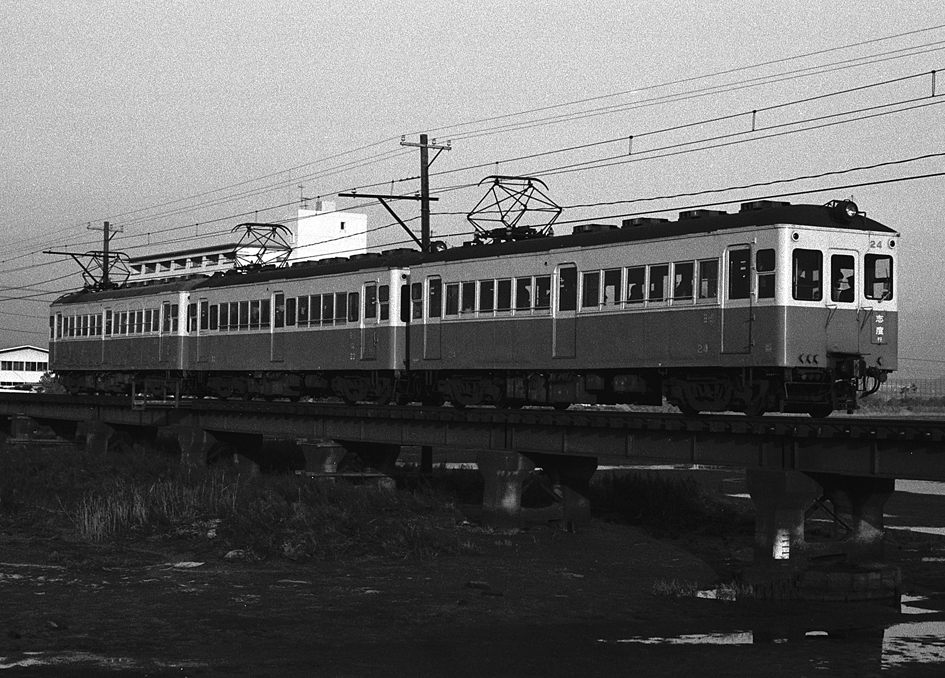
琴電譲渡後の24+23+22。22と24は1988年以降の車体更新前。春日川駅付近）
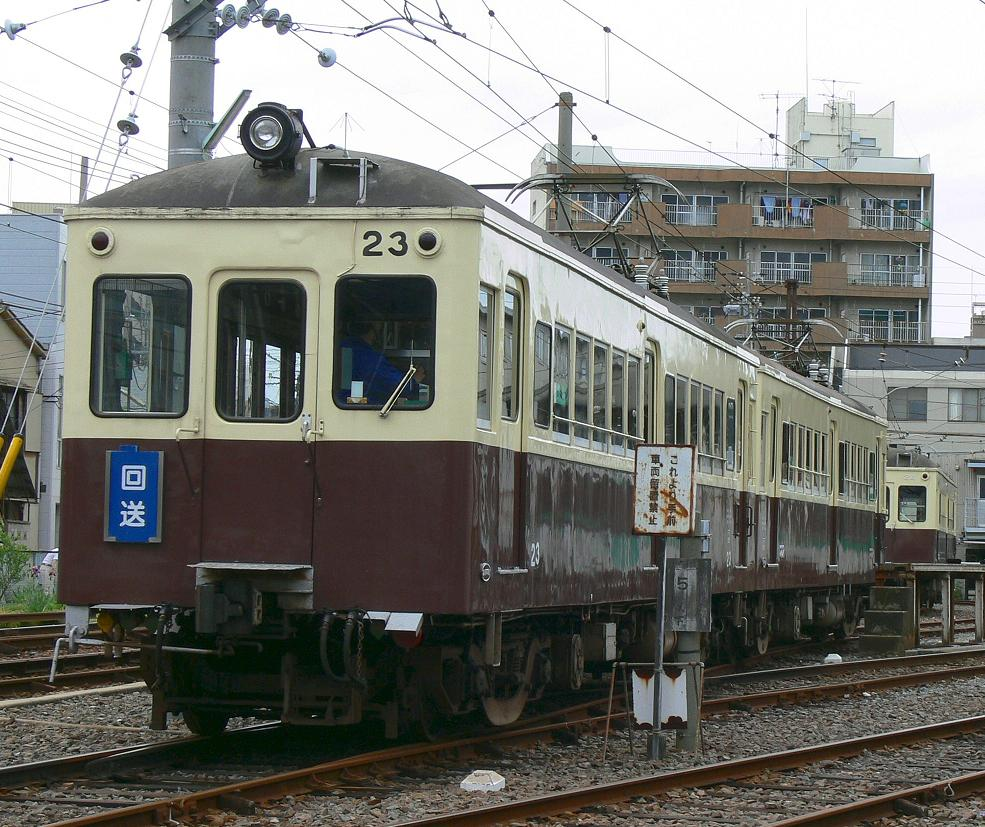
琴電譲渡後の23。今橋駅